# کوپلاسکیجا (متروی مینسک)
کوپلاسکیجا (بلاروسی: Купалаўская) ایستگاه متروی مینسک پایتخت بلاروس است که در تاریخ ۳۱ دسامبر ۱۹۹۰ افتتاح شد. این ایستگاه یکی از سه ایستگاه مترو درشهر مینسک است که دارای یک ساختمان ورودی است، دو ایستگاه دیگر کاستیریک‌نیکاجا (Kastryčnickaja) و پلوسالیئنینا (Plošča Lienina) هستند.

## بمب‌گذاری ۲۰۱۱
بمب‌گذاری ۲۰۱۱ مترو مینسک در۱۱ آوریل ۲۰۱۱، در ایستگاه کاستیریک‌نیکاجا (Kastryčnickaja) رخ داد.